# Philip Henry (chierico)
Philip Henry (Whitehall, 24 agosto 1631 – Malpas, 24 giugno 1696) è stato un sacerdote anticonformista inglese.
Nato a Whitehall, nel quartiere londinese di Westminster, studiò ad Oxford fino al 1652 e fu ordinato sacerdote nel 1657. La sua carriera di predicatore fu interrotta numerose volte a causa delle persecuzioni religiose del suo tempo che non cessarono sino all'Atto di Tolleranza del Maryland del 1687; con questo provvedimento poté ricominciare a diffondere attivamente le sue idee senza pericoli. Passò gli ultimi anni della sua vita lavorando incessantemente.
Nel 1882 furono pubblicate le sue Diaries and Letters (Agende e Lettere) che ci forniscono un racconto dettagliato della vita religiosa della Londra del Seicento.